# Florence Turner
Florence Turner (Nova York, 6 de gener 1887 – Woodland Hills, 28 d'agost de 1946) va ser una actriu de cinema mut nord-americana. És considerada, juntament amb Florence Lawrence, l'actriu que va inaugurar el es coneix com l'”Star system”. Van aconseguir passar de ser actrius de noms anònims, com la gran majoria d'actors de cinema del moment, a que fossin identificades amb les productores per a les que treballaven: Lawrence va ser la “Biograph Girl" i Turner va ser coneguda com la "Vitagraph Girl".

## Biografia
Nascuda a Nova York el 1887, en el si d'una família d'artistes, en morir el seu pare ben aviat, als 3 anys la seva mare ja la va fer actuar en un escenari i aviat va convertir-se en una actriu en una gran varietat de produccions. El 17 de maig de 1907 es va incorporar al cinema dins d'un dels estudis pioners, la Vitagraph, debutant amb el slapstick “How to Cure a Cold” (1907). A l'octubre ja estava reconeguda com a fixa a la plantilla de la productora. La seva vàlua per a la productora no va ser en principi reconeguda i el 1907 tenia un salari de 22 dòlars a la setmana per treballar com a actriu, secretària i modista a temps parcial. En aquella època Turner va actuar com a protagonista entre altres a “Francesca da Rimini” fent ella mateixa el guió, a “Launcelot and Elaine”, “Jealously” en que actuava completament sola, o a “A Tale of Two Cities”, considerada la primera pel·lícula nord-americana de tres bobines.

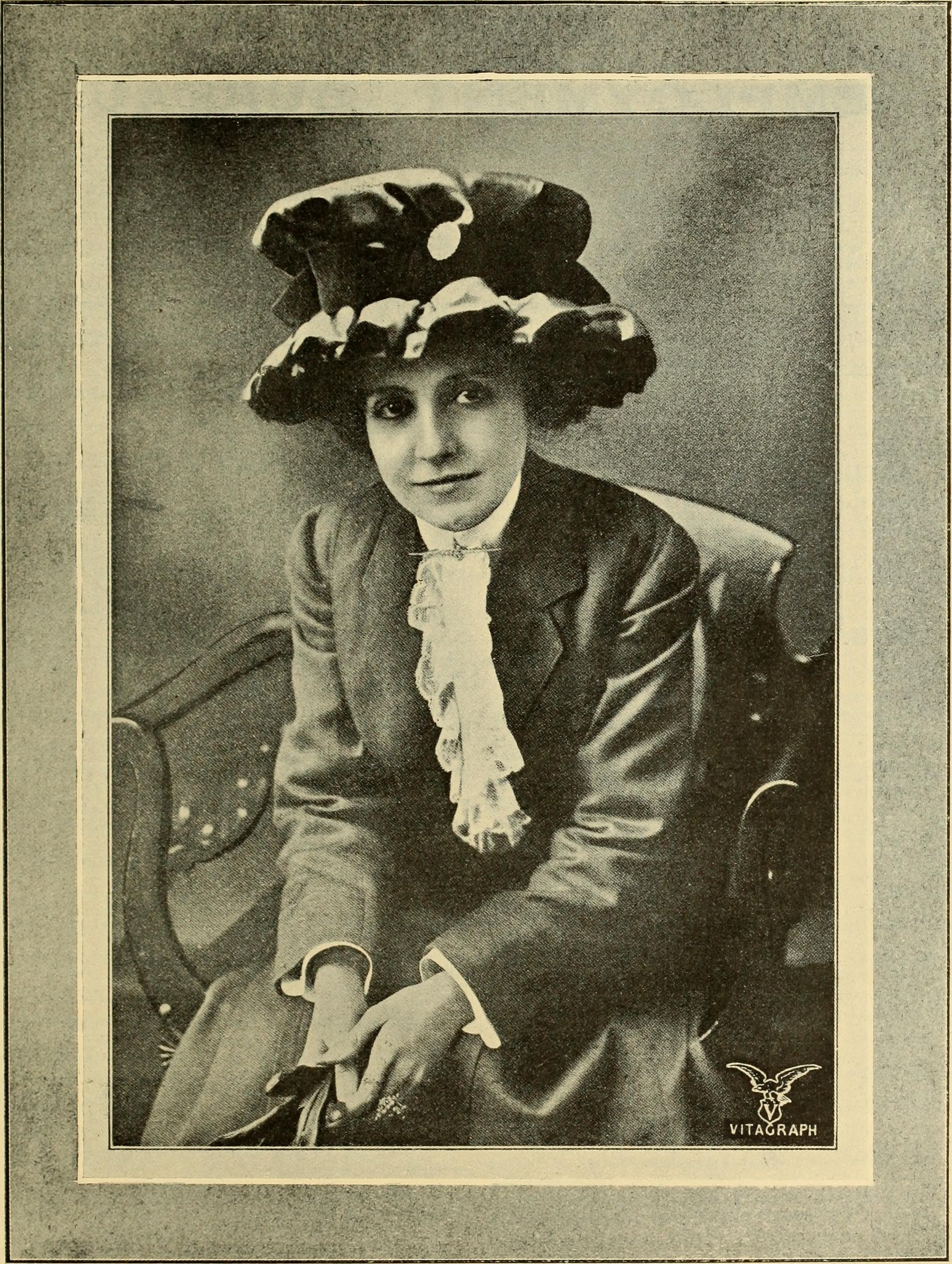
Retrat del 1912

En aquella època el “Star system” encara no havia nascut i tret que l'actor provingués del teatre on ja fos conegut, ningú coneixia els seus noms. El fet que els actors no constessin en els títols de crèdits era degut a que normalment era molt mal vist que els actors teatrals actuessin en els cinema, es considerava quelcom anàleg a la prostitució. A mesura però que el contingut de les pel·lícules evolucionà cap a històries més definides, a alguns dels herois i heroïnes se’ls va concedir una identitat vaga. La primera actriu publicitada pel seu nom fou Florence Lawrence el 1910; Carl Laemmle va realitzar una gran campanya publicitària anomenant-la la “Biograph Girl” amb motiu del seu pas de la Biograph a la IMP, insinuant la seva mort. La campanya fou un gran èxit i això va induir als directius de la Vitagraph a fer una promoció similar per a la seva productora amb la imatge de Florence Turner com la “Vitagraph Girl”. El seu nom apareixia en una pel·lícula el maig de 1910. La promoció del seu nom incloïa aparicions en diferents actes a Nova York i fins i tot es va compondre una cançó que ella cantaria en aquells actes.
Turner es va convertir ben aviat en l'actriu nord-americana cinematogràfica més popular en un moment dominat per les productores franceses Pathé i Gaumont. Al 1910, ella i Florence Lawrence eren les dues úniques actrius conegudes pel seu nom que no havien estat famoses prèviament en el teatre. Aquell any, juntament amb Wallace Reid co-protagonitzarien diferents pel·lícules d'èxit. Cap a finals de 1911, l'actriu va caure malalta d'extenuació i va retirar-se uns mesos fins a maig de 1912.
Poc després però, amb l'ascens de més actrius a l'estrellat, com Gene Gauntier i Marin Sais als estudis Kalem, Marion Leonard, Mary Pickford als Biograph Studios, o Florence Lawrence ja a la IMP, Florence Turner pretenia tenir un control de la seva carrera. En una enquesta duta a terme el 1913 per la revista Picturegoer, Turner continuava essent l'actriu més popular dels Estats Units. La primavera del 1913, va decidir marxar dels Estats Units junt amb el director Laurence Trimble a Anglaterra, on va muntar la seva pròpia productora, la Turner Films per a la qual va rodar més de 10 curtmetratges i 16 llargmetratges dels que, a vegades, també va ser la guionista i directora. Turner pretenia d'aquesta manera tenir el control de la seva carrera muntant la seva pròpia productora, cosa que, degut a les restriccions de la Motion Picture Patents Company era molt difícil als Estats Units. Allà, volia aprofitar el fet que la política de la Motion Picture Patents entre 1907 i 1912 d'imposar altes tarifes per a les productores estrangeres havia fet quebrar moltes productores angleses de manera que hi havia molts tècnics i estudis disponibles. Algunes de les pel·lícules que va gravar allà, com “Far from the Madding Crowd” (1915) i “My Old Dutch” (1915) van esdevenir èxits internacionals. Esdevindria l'actriu més popular del seu país d'acollida. Durant la Primera Guerra Mundial va actuar per entretenir les tropes però a finals de 1916, degut a la dificultat de trobar tècnics ja que molta gent era al front va quedar arruïnada. Va tornar als Estats Units gràcies a l'ajut de Marion Davies. En no tenir l'èxit esperat va tornar a Anglaterra on va romandre fins a traslladar-se a Hollywood, el 1924 ja pràcticament oblidada. Allà va continuar actuant per a la MGM en papers secundaris o d'extra fins als anys 30. Els darrers anys es va mudar a la Motion Picture Country House, un asil per a gent del món del cinema, a Woodland Hills, on va morir als 61 anys.

## Filmografia

### The Vitagraph Girl
- How to Cure a Cold (1907)
- Athletic American Girls (1907)
- Bargain Fiend; o, Shopping à la Mode (1907)
- Cast Up by the Sea (1907)
- The Gypsy's Warning (1907)
- An Unexpected Santa Claus (1908)
- Ex-Convict No. 900 (1908)
- Francesca di Rimini; o, The Two Brothers (1908)
- Macbeth (1908)
- Richard III (1908)
- Romance of a War Nurse (1908)
- Romeo and Juliet (1908)
- Saved by Love (1908)
- The Merchant of Venice (1908)
- A Daughter of the Sun (1909)
- A Midsummer Night's Dream (1909)
- Fuss and Feathers (1909)
- Kenilworth (1909)
- King Lear (1909)
- Launcelot and Elaine (1909)
- The Heart of a Clown (1909)
- A Dixie Mother (1910)
- A Pair of Schemers; o, My Wife and My Uncle (1910)
- A Tin-Type Romance (1910)
- Auld Robin Gray  (1910)
- Back to Nature; or, The Best Man Wins (1910)
- Brother Man (1910)
- Davy Jones and Captain Bragg (1910)
- For Her Sister's Sake (1910)
- Francesca da Rimini (1910)
- Her Mother's Wedding Gown (1910)
- Jean and the Calico Doll (1910)
- In the Mountains of Kentucky (1910)
- Jean Goes Fishing (1910)
- Jean the Match-Maker (1910)
- Love, Luck and Gasoline (1910)
- Over the Garden Wall (1910)
- Peg Woffington  (1910)
- Ranson's Folly (1910)
- Renunciation (1910)
- Rose Leaves (1910)
- Sisters (1910)
- St. Elmo (1910)
- The Winning of Miss Langdon (1910)
- Twelfth Night (1910)
- Uncle Tom's Cabin (1910)
- Wilson's Wife's Countenance (1910)
- A Tale of Two Cities (1911)
- Auld Lang Syne (1911)
- Birds of a Feather (1911)
- Captain Barnacle's Courtship (1911)
- Cherry Blossoms (1911)
- For His Sake; o, The Winning of the Stepchildren (1911)
- Forgotten; o, An Answered Prayer (1911)
- Hypnotizing the Hypnotist (1911)
- Intrepid Davy (1911)
- Jealousy (1911)
- Jean Rescues (1911)
- One Touch of Nature (1911)
- Prejudice of Pierre Marie (1911)
- Proving His Love; o, The Ruse of a Beautiful Woman (1911)
- The Answer of the Roses (1911)
- The New Stenographer (1911)
- The Sacrifice (1911)
- The Show Girl (1911)
- The Spirit of the Light; o, Love Watches on Through the Years (1911)
- The Stumbling Block (1911)
- The Thumb Print (1911)
- The Wrong Patient (1911)
- Wig Wag (1911)
- A Red Cross Martyr; o, On the Firing Lines of Tripoli (1912)
- A Vitagraph Romance (1912)
- Aunty's Romance (1912)
- Flirt or Heroine (1912)
- Her Diary (1912)
- Indian Romeo and Juliet (1912)
- Jean Intervenes (1912)
- Mrs. Carter's Necklace (1912)
- She Cried (1912)
- Susie to Susanne (1912)
- The Face or the Voice (1912)
- The Irony of Fate (1912)
- The Loyalty of Sylvia (1912)
- The Path of True Love (1912)
- The Servant Problem; o, How Mr. Bullington Ran the House (1912)
- The Signal of Distress (1912)
- Two Cinders (1912)
- Una of the Sierras (1912)
- Wanted... a Grandmother (1912)
- When Persistency and Obstinacy Meet (1912)
- While She Powdered Her Nose (1912)
- The Wings of a Moth (1913)
- What a Change of Clothes Did (1913)
- Everybody's Doing It (1913)
- Cutey and the Twins (1913)
- The Skull (1913)
- Stenographer's Troubles (1913)
- Under the Make-Up (1913)
- The One Good Turn (1913)
- Sisters All (1913)
- The House in Suburbia (1913)
- Checkmated (1913)
- Let 'Em Quarrel (1913)
- A Window on Washington Park (1913)
- The Deerslayer (1913)
- Counsellor Bobby (1913)
- Up and Down the Ladder (1913)
- Pumps  (1913)
- The Lucky Stone  (1913)

### Florence Turner Productions
- Rose of Surrey (1913)
- Jean's Evidence (1913)
- The Harper Mystery (1913)
- Creatures of Habit (1914)
- The Murdoch Trial (1914)
- Flotilla the Flirt (1914)
- Daisy Doodad's Dial (1914)
- For the People (1914)
- Through the Valley of Shadows (1914)
- The Shepherd Lassie of Argyle (1914)
- Polly’s Progress (1914)
- One Thing Agter Another (1914)
- Snobs (1914)
- Shopgirls; o, The Great Question (1914)
- As Ye Repent (1915)
- My Old Dutch (1915)
- Alone in London (1915)
- Lost and Won (1915)
- Far from the Madding Crowd (1915)
- A Welsh Singer (1915)
- Doorsteps (1916)
- Grim Justice (1916)
- East Is East (1916)

### La fi de l'estrellat (tornada als EUA)
- Fool's Gold  (1919)
- Oh, It's E.Z. (1919)
- Blackmail (1920)
- The Brand of Lopez (1920)
- The Ugly Duckling (1920)
- Three Men in a Boat (1920)
- All Dolled Up (1921)
- Passion Fruit (1921)
- The Old Wives' Tale (1921)
- The Lights o' London (1922)
- The Little Mother (1922)
- The Street Tumblers (1922)
- Was She Justified? (1922)
- Hornet's Nest (1923)
- Janice Meredith (1924)
- Sally Bishop (1924)
- The Boatswain's Mate (1924)
- Women and Diamonds (1924)
- Never the Twain Shall Meet (1925)
- The Dark Angel (1925)
- The Mad Marriage (1925)
- The Price of Success (1925)
- Flame of the Argentine (1926)
- Padlocked (1926)
- The Gilded Highway (1926)
- The Last Alarm (1926)
- College (1927)
- Sally in our Alley (1927)
- Stranded (1927)
- The Broken Gate (1927)
- The Cancelled Debt (1927)
- The Chinese Parrot (1927)
- The Overland Stage (1927)
- Jazzland (1928)
- Marry the Girl (1928)
- The Law and the Man (1928)
- The Pace That Kills (1928)
- The Road to Ruin (1928)
- Walking Back (1928)
- Kid's Clever (1929)
- The Iron Mask (1929)
- The Rampant Age (1930)
- The Ridin' Fool (1931)
- The Animal Kingdom (1932)
- The Sign of the Cross (1932)
- The Trial of Vivienne Ware (1932)
- He Couldn't Take It (1933)
- One Rainy Afternoon (1936)
- Whistling in Brooklyn (1943)
- Thousands Cheer (1943)